# Loi organique de protection de la sécurité publique
La loi organique de protection de la sécurité publique, connue sous le nom familier de « loi bâillon », est une loi organique espagnole entrée en vigueur le 1er juillet 2015 en remplacement de la précédente loi organique sur la protection de la sécurité publique de 1992.

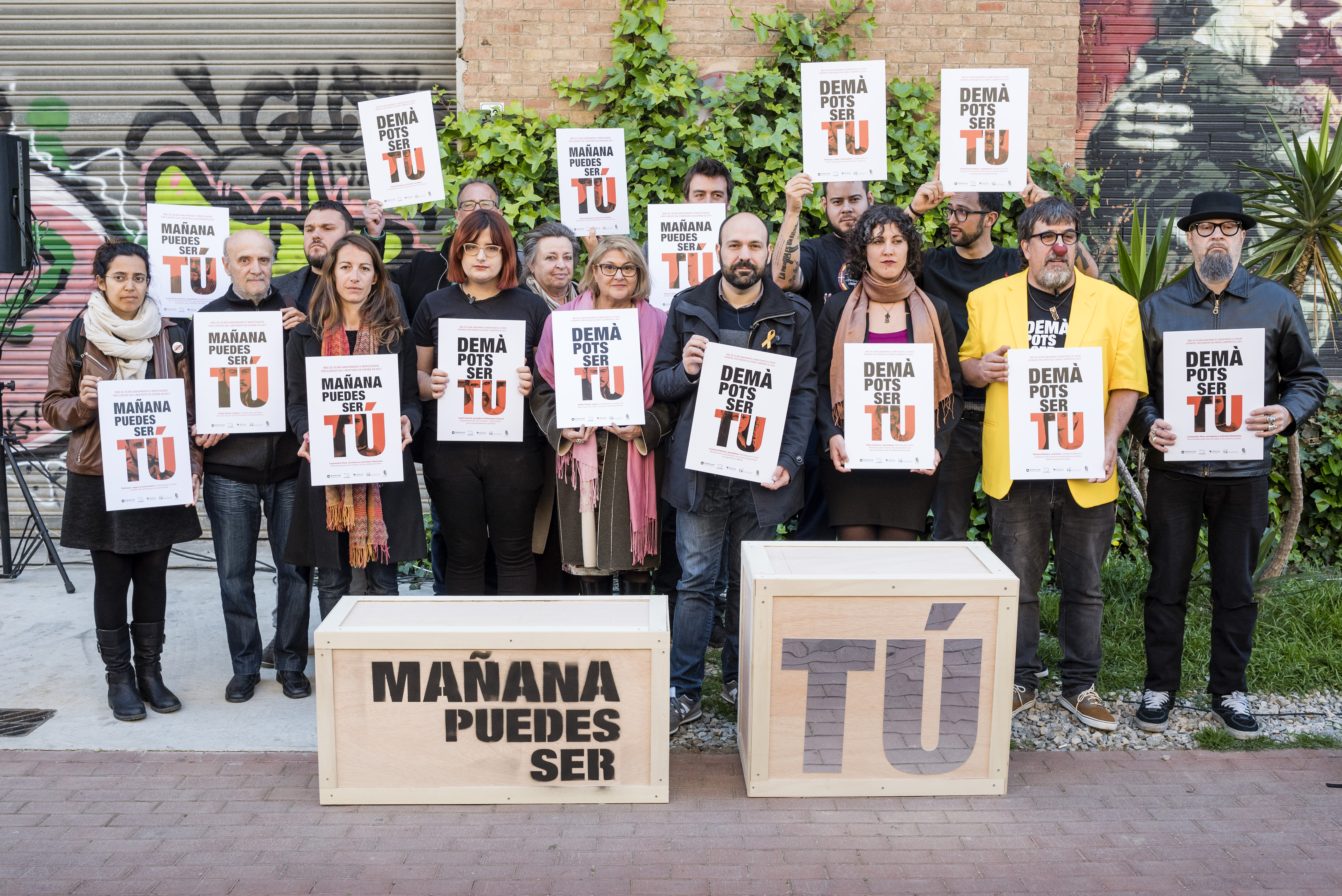
Réunion organisée par l'association Òmnium Cultural réunissant des justiciables poursuivis pour leurs opinions. L'événement a été suivi par Valtònyc, Pablo Hasél, César Strawberry du rap-groupe Def Con Dos, condamnée à un an et demi pour ses tweets, Cassandra Vera poursuivie pour ses blagues sur les réseaux sociaux, Mercè Alcocer, journaliste de Catalunya Ràdio, condamnée à une amende pour essayez de poser des questions à un avocat devant la Cour nationale, ou à Jordi Pessarrodona, qui se tenait à côté d'un agent de la Guardia Civil avec un nez de clown et qui fait l'objet d'une enquête pour crimes de haine, désobéissance et résistance sérieuse à l'autorité.

Cette loi fait partie de la plus profonde révision de la justice pénale espagnole depuis la réforme du Code Pénal de 1995 ; son développement, approbation et entrée en vigueur ont été entourés de fortes polémiques, même au niveau international. À cet égard, un éditorial du The New York Times (NYT) a appelé la Commission Européenne à condamner la nouvelle loi, citant le rapporteur des Nations unies, qui a lui aussi appelé les législateurs espagnols à abroger la loi. Le NYT a affirmé que «cette loi rappelle des souvenirs des pires jours du régime de Franco et ne convient pas à une nation démocratique». Dans un article ultérieur, le NYT a révélé les opinions d'Amnesty International et Human Rights Watch, qui considèrent que la loi est une «menace directe pour le droit de réunion pacifique et la liberté d'expression en Espagne» et a cité le porte-parole du principal syndicat de police espagnol qui a aussi exprimé son inquiétude à l'égard de plusieurs aspects de la loi, entre autres vis-à-vis de l'absence de «l'indispensable consensus politique et social».
D'autres médias internationaux, tel que The Guardian, rapportent les inquiétudes exprimées par l'International Press Institute à l'égard de dispositions «disproportionnées» qui «nuisent au peuple espagnol dans son droit d'accès à l'information sur des sujets d'intérêt public».